# みか神社

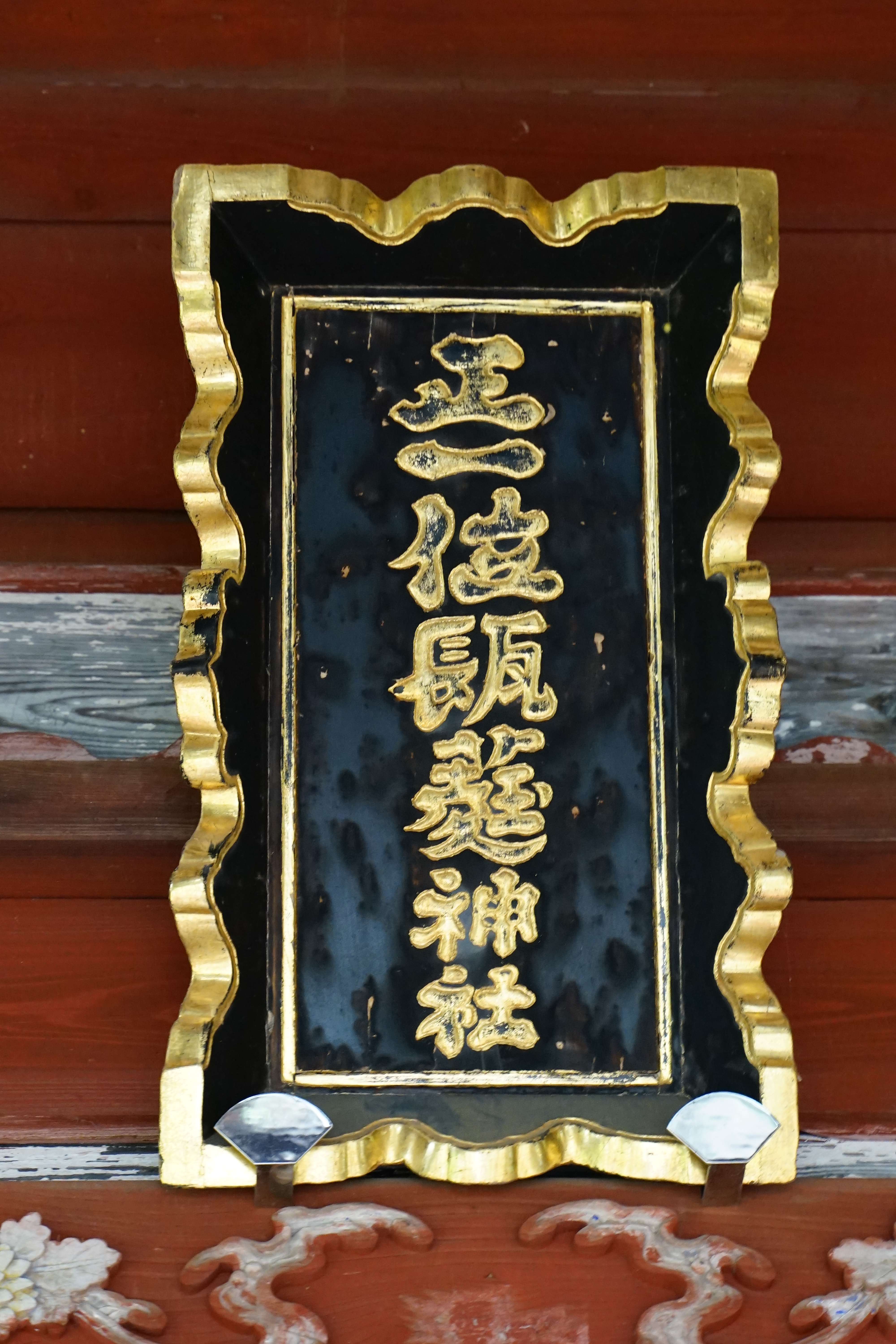
拝殿の扁額

みか神社は、埼玉県児玉郡美里町の利根川沿いにある神社。旧那賀郡の総鎮守。祭神は櫛御気野命、櫛瓺玉命の2柱。武蔵国那賀郡「みか神社」の式内小社で、旧社格は県社。

## 由緒
記録や伝承もないため、創建時期は不詳。周辺には古墳が多数残っており、利根川とその支流に囲まれ、古くから稲作が盛んに行われている。みか神社の「みか」は、酒作りで使う大甕が起源となっている。社号の「みか」は、漢字では「瓺」＋「」（菱＋玉）と表記されている。なお、「」は、社号のみで使われる文字となっている。

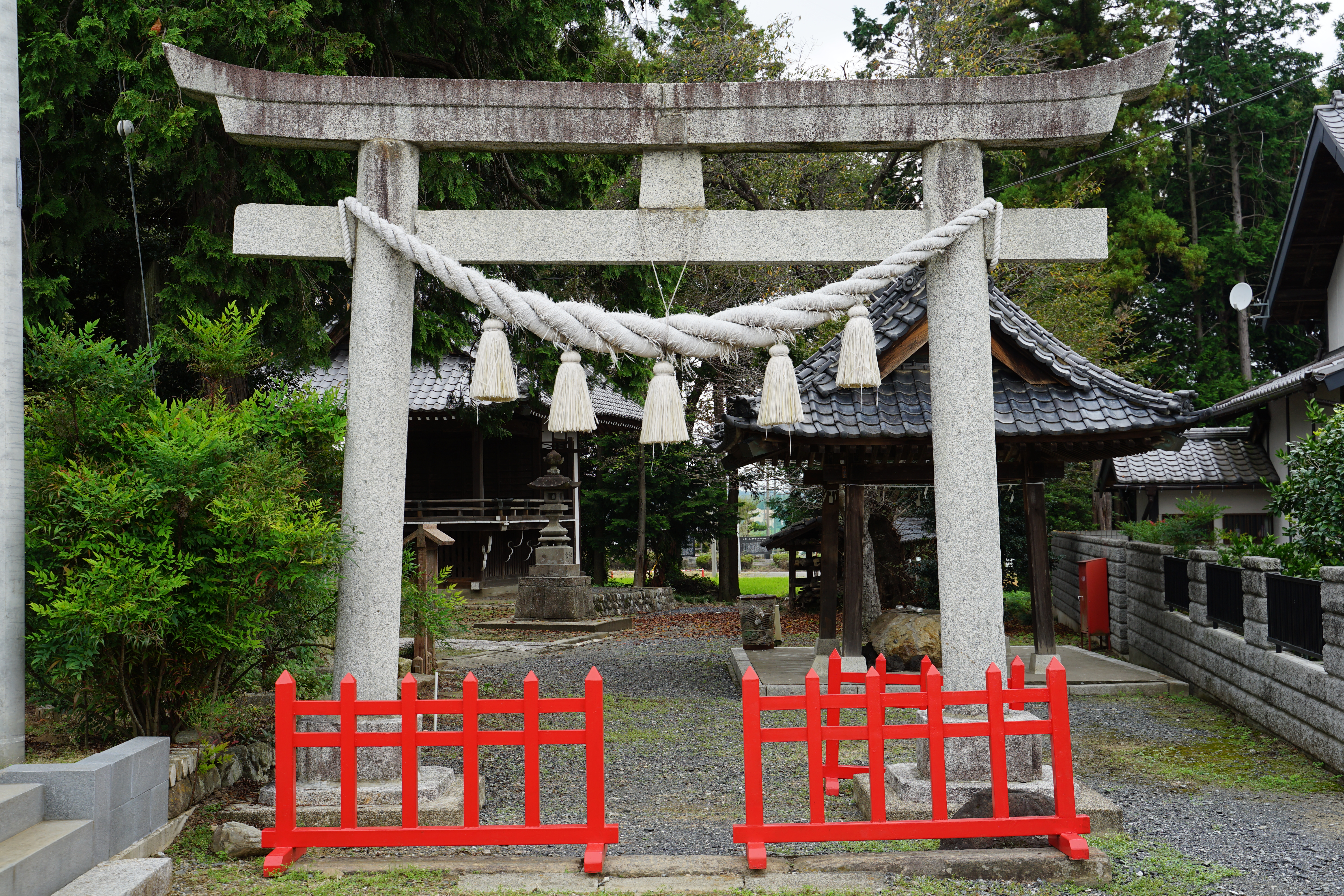
鳥居
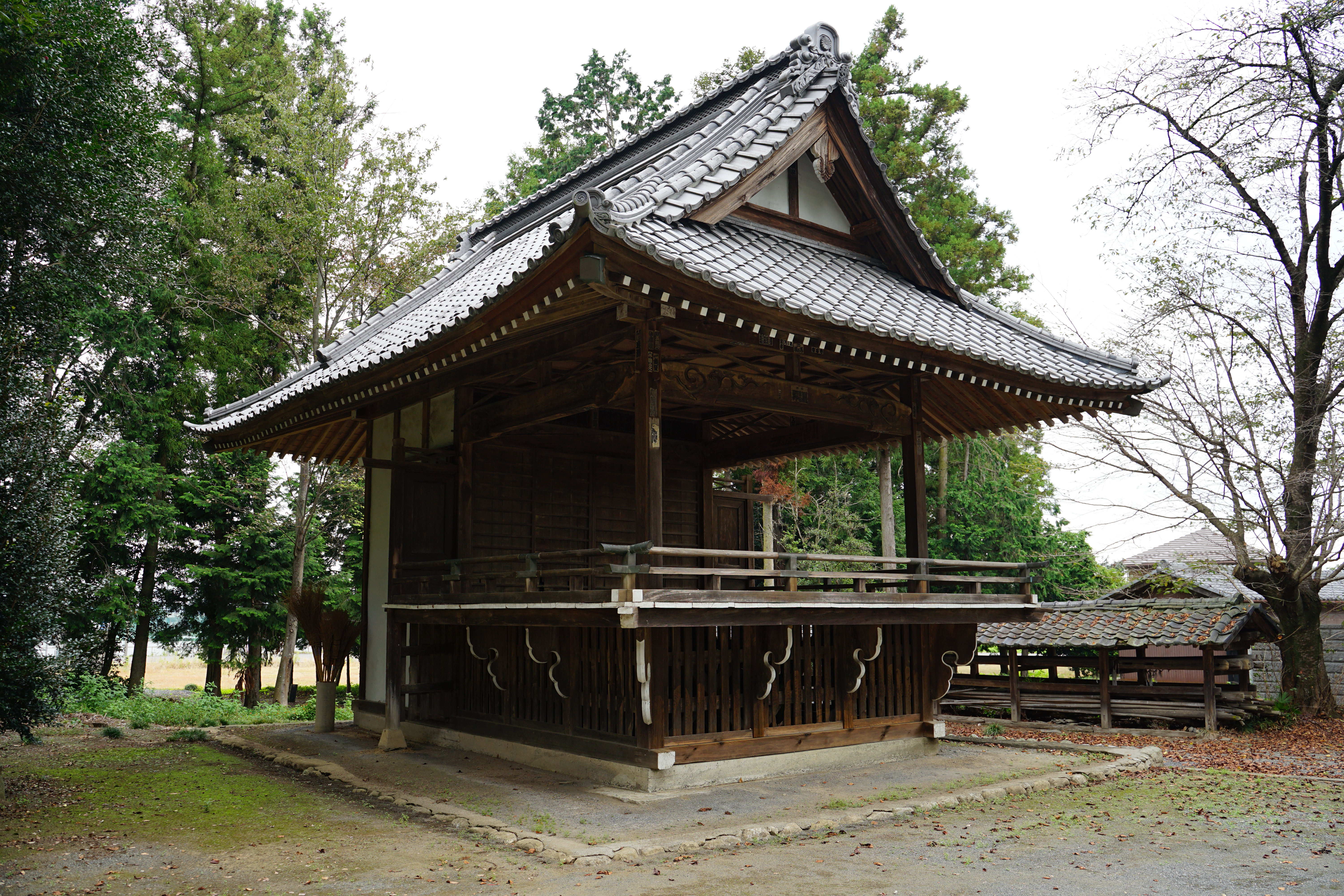
神楽殿
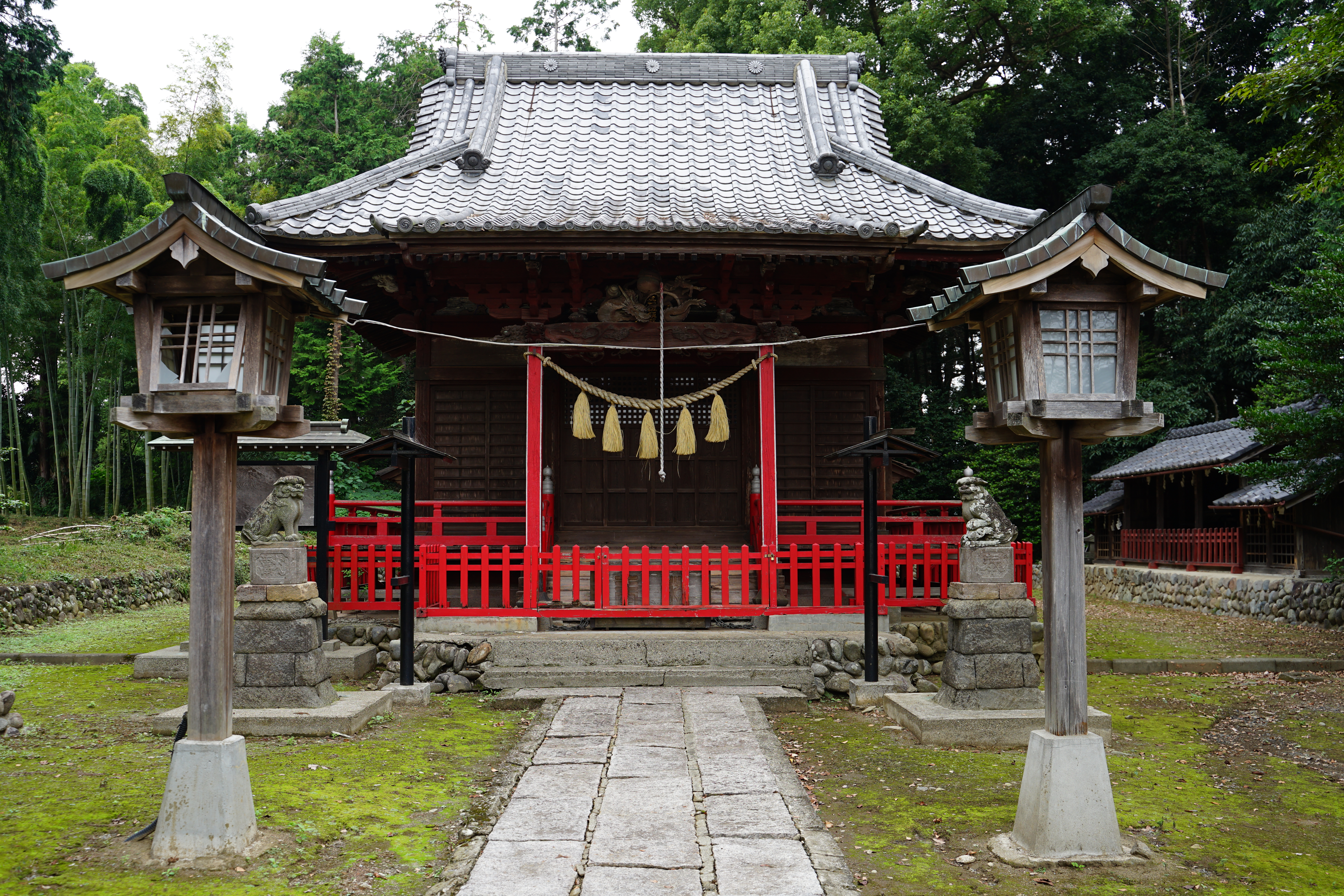
拝殿
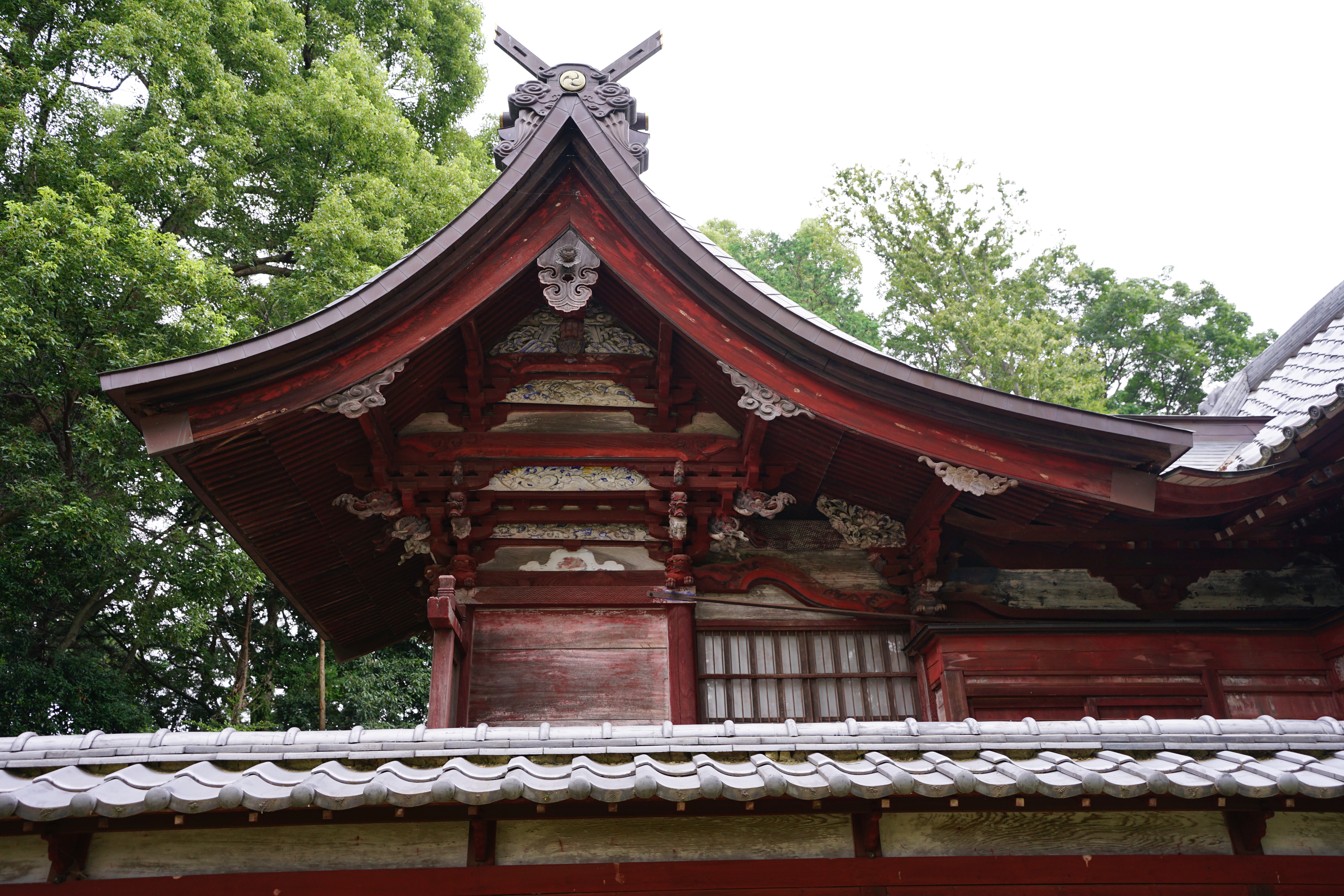
本殿

祭神
- 櫛御気野命（くしみけぬのみこと）

　※素戔嗚尊（すさのうのみこと）の別名
- 櫛瓺玉命（くしみかたまのみこと）

　※大物主神（おおものぬしのかみ）の別名

社格
- 享保8年（1723年） 正一位
- 明治元年（1872年） 村社
- 明治37年（1909年） 県社

## 摂末社
以下の社は、社殿の周りに囲い屋根がある。
- 産泰社、諏訪社
- 天神天満宮、神明社、蚕影社
- 山王神社、松尾社

以下の社は、石祠群
- 古峯山、鹿島社、稲荷社、愛宕社、天手長社、大雷社、天照太神・少名彦名神・倉稲魂命・大己貴命・埴安媛命、弁天社

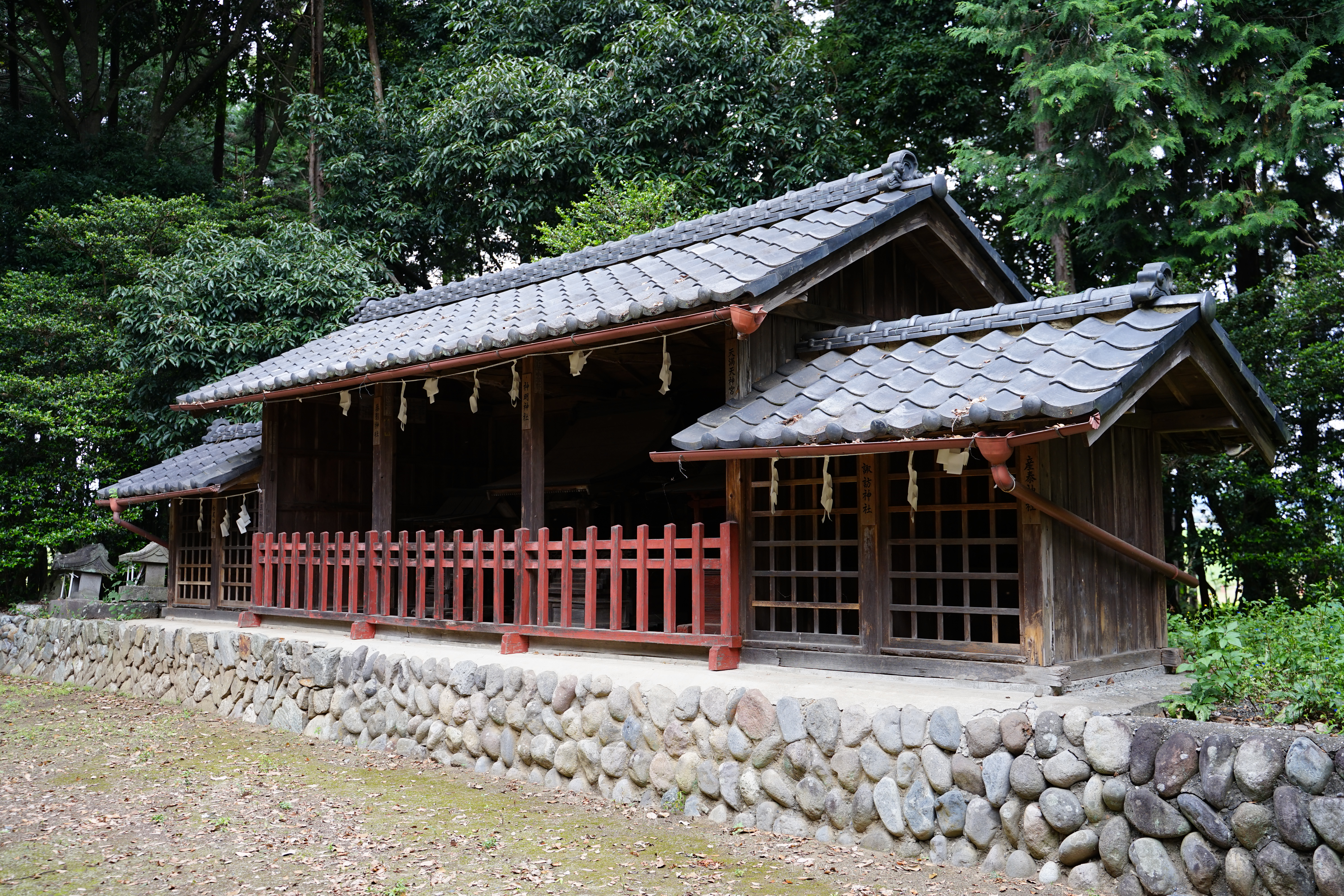
摂社群
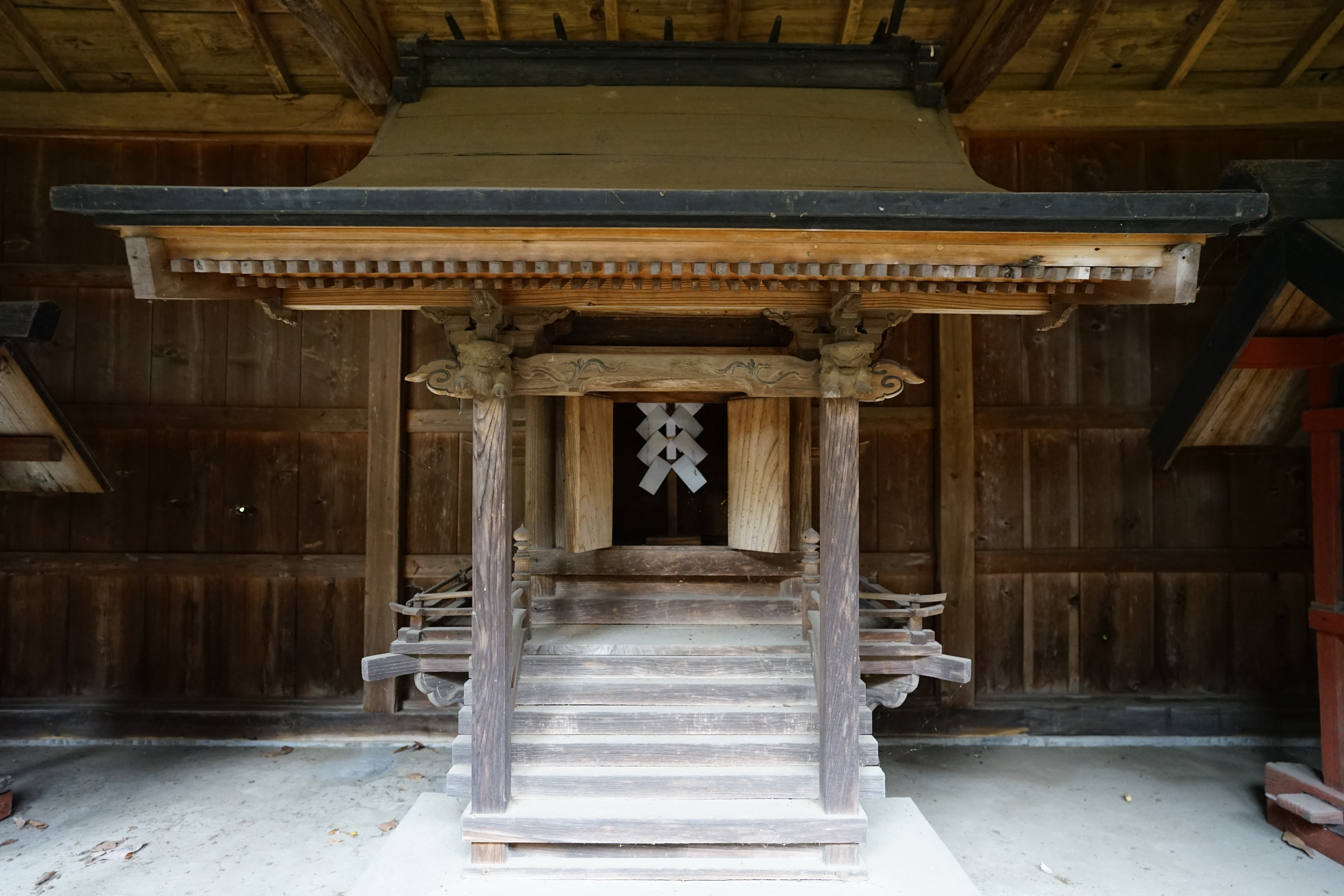
神明神社
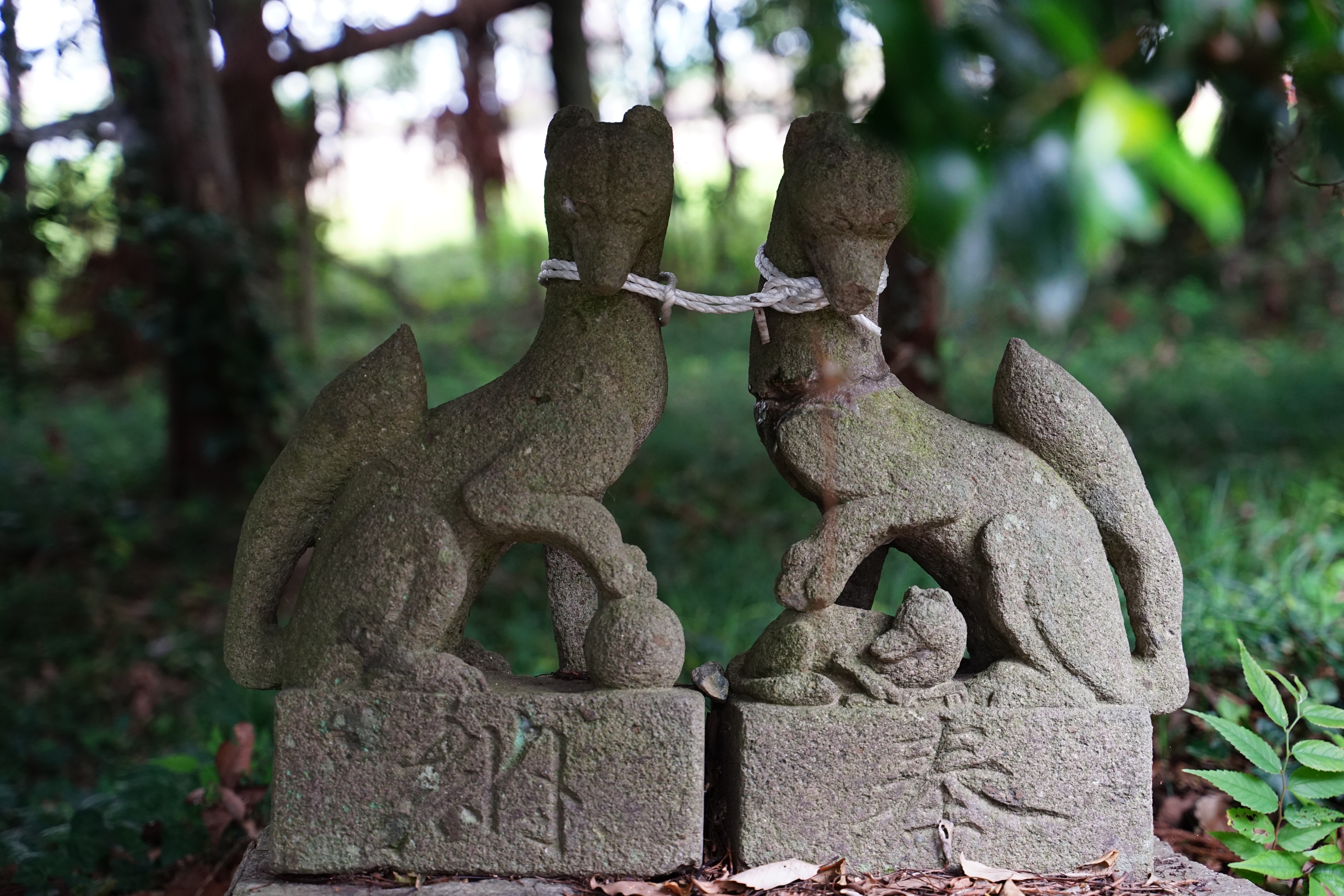
稲荷社

## 交通
- JR八高線松久駅から徒歩30分